# واحد آلپینیست

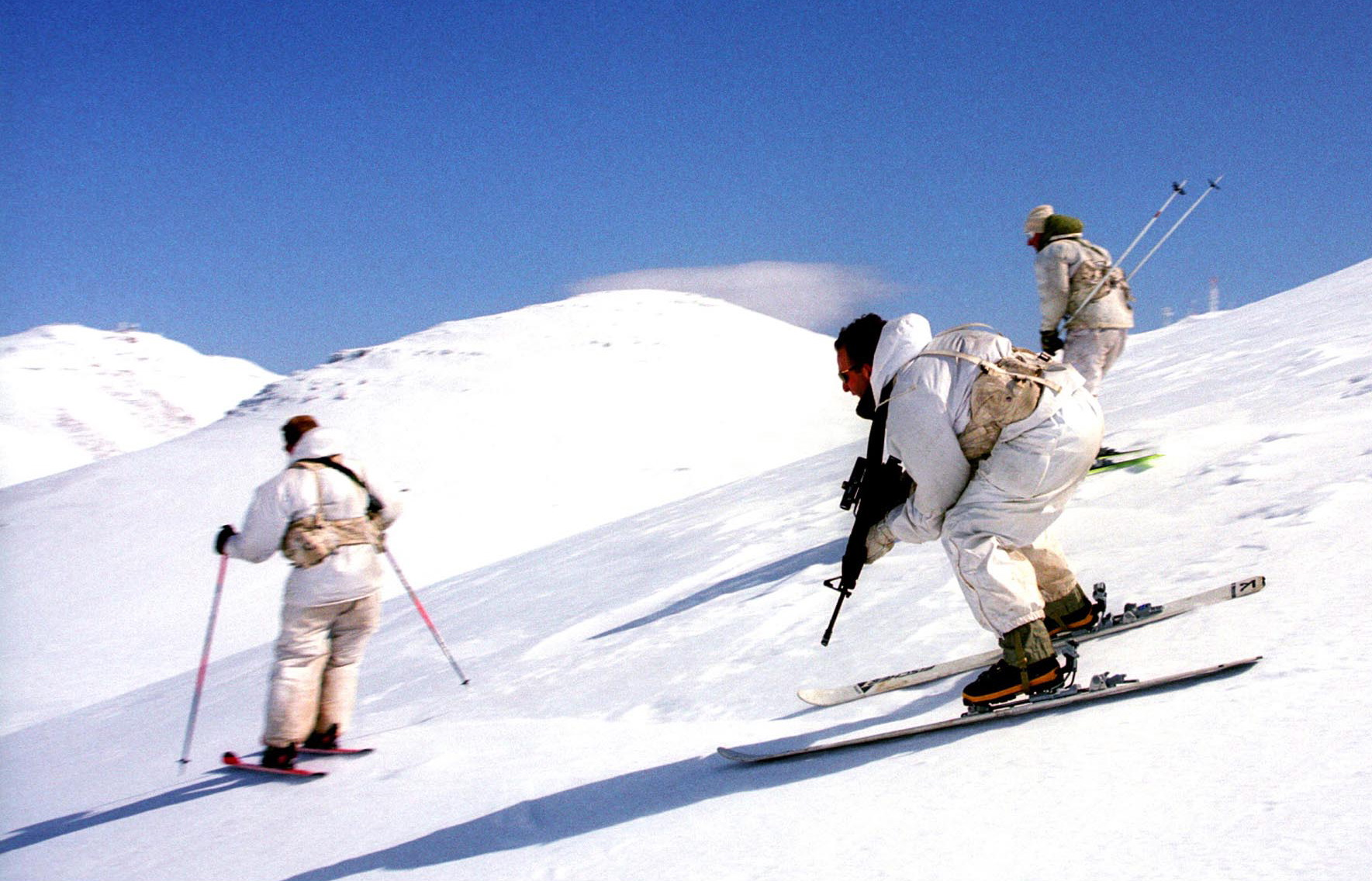
نیروهای واحد آلپینیست در حال تمرین در کوه هرمون

واحد آلپینیست (عبری: יחידת האלפיניסטים‎) یگان ذخیره پیاده‌نظام کوهستانی نیروی زمینی اسرائیل، تحت امر فرماندهی شمالی اسرائیل و زیرمجموعه لشکر ۲۱۰ باشان است، که در سال ۱۹۷۴ تأسیس شد.
واحد آلپینیست بر عملیات مخفی، جنگ در هوای سرد و کوهستانی، نفوذ در برد بلند، تخلیه پزشکی برای جراحات یا موارد اضطراری در میدان نبرد، شناسایی و ردیابی اهداف و جنگ در زمین‌های صعب‌العبور در جبهه شمالی، به ویژه کوه هرمون، تمرکز دارد.
کوهنوردان در بسیاری از جنبه‌های جنگ در هوای سرد و کوهستانی، از جمله تیراندازی و حمله ناگهانی هنگام سر خوردن روی اسکی و برف‌روب‌های سفارشی و تاکتیک‌های دفاعی مهارت دارند.